# Meprobamato

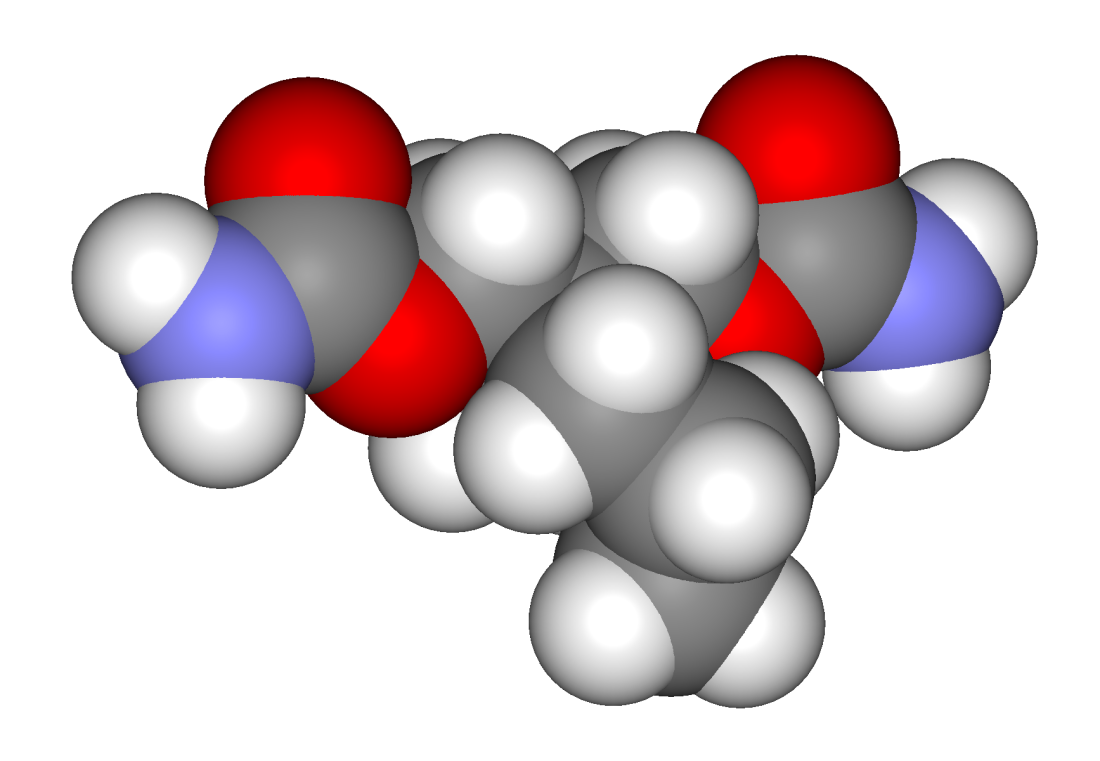
La molecola del meprobamato secondo le sfere di Van de Waals

Il Meprobamato è uno psicofarmaco appartenente alla classe dei derivati carbammati (uretani), utilizzato come ansiolitico. Era il più diffuso fra i tranquillanti minori, prima di essere rimpiazzato dalle benzodiazepine.

## Storia
Il Meprobamato fu sintetizzato per la prima volta nel maggio 1950 da Bernard John Ludwig e da Frank Milan Berger presso la Carter Products. I Wallace Laboratories, una società controllata della Carter Products, ne acquisì i diritti e lo commercializzò con il nome di Miltown dal nome dell'omonima città del New Jersey. Immesso sul mercato nel 1955, diventò rapidamente il primo psicofarmaco popolare nella storia americana, grazie alla sua notorietà nel mondo di Hollywood e al fatto che gli venivano attribuiti effetti miracolosi.
Verso la metà degli anni quaranta, Berger stava lavorando in un laboratorio di una casa farmaceutica britannica, cercando un conservante della penicillina, quando si occupò di una sostanza dal nome mefenesina, che aveva effetti sedativi nei piccoli animali da laboratorio (roditori). Berger di conseguenza riportò questi effetti in un articolo pubblicato dal The British Journal of Pharmacology nel 1946.
Tuttavia, c'erano tre notevoli inconvenienti che impedivano l'utilizzo della mefenesina come tranquillante: una durata d'azione troppo breve, effetti maggiori sul midollo spinale anziché sul cervello, e un'attività troppo debole.
Dopo essersi trasferiti ai Laboratori Wallace nel New Jersey, Berger ed un chimico, Bernard Ludwig, sintetizzarono un composto tranquillante chimicamente affine, il meprobamato, che era in grado di superare questi tre inconvenienti. Esso venne commercializzato con il nome Miltown.
Nel dicembre 1955 uno studio effettuato su 101 pazienti al Mississippi State Hospital di Whitfield, Mississippi, mise in evidenza che il meprobamato era utile nell'alleviare i disturbi mentali. Il 3% dei pazienti guarirono completamente, il 29% ottennero notevoli miglioramenti, e il 50% si sentì generalmente meglio. L'80% ottenne dei piccoli benefici. I pazienti auto-distruttivi diventarono più cooperativi e tranquilli, recuperando le capacità logico-cognitive. Nel 50% dei casi il rilassamento indotto dal farmaco favorì un miglioramento delle abitudini del sonno. L'idroterapia e tutti gli altri tipi di shock-terapia vennero interrotti.
Il Meprobamato si rivelò utile nel trattamento dell'alcolismo a partire dal 1956.
Dal 1957, il farmaco è stato prescritto in oltre 36 milioni di ricette nei soli Stati Uniti d'America, sono state fabbricate un miliardo di pillole, che si stima siano un terzo di tutte quelle prescritte.
Berger, divenuto direttore clinico dei Wallace Laboratories (deceduto il 16 marzo 2008 all'età di 94 anni), lo descrisse come un rilassante del sistema nervoso centrale, laddove gli altri tranquillanti lo inibiscono.
Uno studio dell'Università del Michigan evidenziò che il meprobamato influenzava le capacità di guida. Sebbene i pazienti riferissero di sentirsi più facilmente rilassati, il meprobamato non era in grado di alleviare completamente la loro tensione nervosa. Queste informazioni emersero in uno speciale convegno scientifico tenutosi al Barbizon Plaza Hotel di New York, nel quale Aldous Huxley disse che nei prossimi anni sarebbero stati sviluppati molti farmaci "capaci di migliorare la qualità della coscienza umana".
Per coincidenza, il carisoprodolo, un profarmaco del meprobamato, venne in quel periodo commercializzato con il nome commerciale di Soma e successivamente Carisoma con l'indicazione di rilassante del muscoli scheletrici. Non divenne mai popolare come i prodotti rivali Baclofene o Dantrolene, ed è noto principalmente per avere ispirato la scala di Ashworth per classificare i gradi di spasticità.
Nell'aprile 1965 il meprobamato venne tolto dalla lista dei tranquillanti quando gli esperti scoprirono che aveva piuttosto degli effetti sedativi, ed inoltre provocava assuefazione a dosaggi superiori a quelli raccomandati.
Nel dicembre 1967 il meprobamato fu sottoposto a restrizioni anti abuso ed inserito nel FDCA, la produzione e la distribuzione doveva essere registrata e le prescrizioni sottoposte a limiti di durata e ripetibilità.
La produzione continuò per tutti gli anni '60 ma nel 1970 fu inserito fra le sostanze controllate dopo che si scoprì causare dipendenza fisica e psicologica. Nonostante ciò, resta il suo posto di rilievo nella storia della farmacologia, quale farmaco precursore delle benzodiazepine, la classe di farmaci ansiolitici e ipnotici-sedativi dell'era moderna (l'azione farmacologica delle benzodiazepine sul sistema nervoso centrale mima quella del meprobamato). Il primo membro della classe delle benziodiazepine, il clordiazepossido (sintetizzato dalla casa farmaceutica svizzera Roche e commercializzato con il nome Librium nel 1960), diede origine a quel notevole farmaco ancor oggi comunemente usato, il diazepam, meglio noto con il suo nome commerciale originale, Valium (anch'esso introdotto e commercializzato dalla Roche). Il merito del meprobamato e delle benzodiazepine consiste nel fatto che questi farmaci, nonostante provochino assuefazione, hanno rimpiazzato la largamente usata e potenzialmente letale classe di sedativi, i barbiturici. Il ruolo dei barbiturici al giorno d'oggi è virtualmente ristretto ai trattamenti di emergenza di alcune forme (tipicamente epilettiche) di assenze nei bambini e come agente inducente dell'anestesia generale.

## Proprietà farmacologiche
Sebbene sia stato commercializzato come farmaco sicuro, il meprobamato ha la maggior parte degli effetti farmacologici e dei rischi dei barbiturici (sebbene sia meno sedativo alle dosi efficaci). Esistono studi per i quali sembra possedere alcune proprietà anticonvulsivanti contro le assenze epilettiche, ma può peggiorare le crisi generalizzate epilettiche di tipo tonico-clonico.
Il meccanismo di azione del meprobamato non è completamente noto. È stato dimostrato negli studi condotti su animali che ha effetti su siti multipli del sistema nervoso centrale, incluso il talamo e il sistema limbico. Il meprobamato si lega ai recettori GABAA interrompendo la comunicazione neuronale nella formazione reticolare e nel midollo spinale, causando sedazione e alterata percezione del dolore. È stato dimostrato che il meprobamato è in grado di attivare correnti perfino in assenza di GABA.
Inoltre è un potente inibitore della ricaptazione dell'adenosina.

## Indicazioni

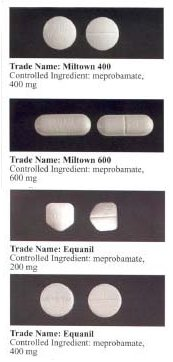

Il meprobamato è indicato per il trattamento di breve durata dell'ansia anche se non è chiaro se l'asserito effetto ansiolitico sia distinguibile dai suoi effetti sedativi. La sua efficacia come agente specifico per il trattamento dell'ansia non è stata dimostrata negli esseri umani, e non è utilizzata per questo scopo come le benzodiazepine.
Il meprobamato è disponibile in compresse da 200 e 400 mg per somministrazione orale. Il meprobamato inoltre è un componente del farmaco associato Equagesic (la cui produzione è stata interrotta nel Regno Unito nel 2002) che agisce come miorilassante.

## Sovradosaggio
I sintomi da sovradosaggio di meprobamato includono; sonnolenza, apatia, assenza di risposta alle stimolazioni, coma, perdita del controllo muscolare, grave compromissione o cessazione del respiro, shock. Il dosaggio minimo che ha causato la morte è stato di 12g di meprobamato, ma è stata riportata la sopravvivenza ad una dose di 40g. In caso di sovradosaggio le compresse di meprobamato possono formare un ammasso gastrico che richiede la rimozione fisica della massa non sciolta di compresse tramite endoscopia; inoltre può essere somministrato del carbone attivo dopo 4 ore o più.